# Kolumbija na ZOI 2010.
Kolumbija je nastupala na XXI. Zimskim olimpijskim igrama 2010. u Vancouveru u Kanadi. Ovo im je prvi put da se natječu na ZOI. Predstavljala ih je Cynthia Denzler u veleslalomu i slalomu.

## Alpsko skijanje
- Cynthia Denzler